# RAAF Base Amberley

i7
i11
i13
RAAF Base Amberley (ICAO-Code: YAMB) ist ein Militärflugplatz der Royal Australian Air Force 8 km südwestlich von Ipswich und 50 km südwestlich von Brisbane im Bundesstaat Queensland.

## Geschichte
Während des Zweiten Weltkrieges wurde der Platz eine Basis der 5th Air Force der USAAF. Mit dem alliierten Vormarsch gegen Japan im Südwestpazifik verlegten diese Einheiten weiter nach Norden zu frontnäheren Stützpunkten.
Zwischen 1973 und 2010 war Amberley Heimatbasis der australischen General Dynamics F-111C/RF-111C/F-111G, die zuletzt bei der 6. Squadron flogen. Australien war einziger Exportkunde dieses schweren Jagdbombers, den die USAF bereits über zehn Jahre zuvor ausgemustert hatte.
Die ersten fünf Exemplare des Nachfolgemodells der F-111, der Boeing F/A-18F Super Hornet, von der 2007 24 Stück bestellt wurden, trafen Ende März 2010 in Queensland ein. Die vorläufige Einsatzfähigkeit der ersten Einheit, 1. Squadron, wurde Anfang Dezember 2010 erreicht, zu diesem Zeitpunkt befanden sich bereits fünfzehn Exemplare vor Ort. Die restlichen Maschinen folgten bis Oktober 2011, hierzu wurde die 6. Squadron im Januar 2011 neu eufgestellt.  Zusätzlich wurden 2013 12 Exemplare der EA-18G bestellt, die im ersten Halbjahr 2017 ausgeliefert wurden. Sie werden von der 6. Staffel betrieben, die deshalb ihre F/A-18F Ende 2016 an die 1. Staffel abgegeben hatte. Im Jahr 2020 wurde die Umschulung in die No. 82 Wing Training Flight (82TF) ausgelagert.
Amberley wurde in den ersten Jahren des neuen Jahrtausends modernisiert, denn neben den Super Hornets betreibt die RAAF hier auch zwei neue große Transportflugzeugtypen. Die von der 36. Squadron eingesetzten strategischen Transportflugzeuge vom Typ Boeing C-17A Globemaster III sind hier seit 2006 stationiert. Ihre zunächst vier Flugzeuge waren Anfang 2011 mit humanitären Einsätzen so stark ausgelastet (Brisbane, Christchurch und Japan), dass weitere Exemplare nachbestellt wurden. Ab Ende Mai 2011 liefen auch der 33. Squadron zunächst fünf neue Airbus-Tankflugzeuge KC-30A zu, auch hier wurden Flugzeuge nachbestellt.
Amberleys größte Staffel in Bezug auf Personalstärke ist die 23. (City of Brisbane) Squadron, eine Reserveeinheit. Hinzu kommen diverse weitere nicht fliegende Verbände. Insgesamt sind zurzeit 3500 Soldaten stationiert, damit ist Amberley die größte Einsatzbasis der RAAF.
Nach 2020 sollen die nur als Zwischenlösung beschafften Super Hornets, ebenso wie die ca. 70 älteren Hornets, die auf anderen RAAF-Basen stationiert sind, durch Lockheed Martin F-35 Lightning II ersetzt werden.